# Čakovecs gamla borg
Čakovecs gamla borg eller Zrinskis gamla borg (kroatiska: Stari grad Čakovec eller Stari grad Zrinskih) är ett slott i Čakovec i Kroatien. Slottet, ursprungligen en borg, omnämns för första gången på 1200-talet. Dess grundare var den ungerske greven Dimitrius Csáky vars efternamn Csáky gett staden Čakovec dess namn. Slottet rymmer idag Čakovecs stadsmuseum och är beläget i Zrinskiparken, inte lång från stadskärnan.
Čakovecs gamla borg har under århundradena haft olika ägare, däribland grevarna av Cilli och medlemmar av adelsätterna Lacković, Zrinski, Althan, Ernušt och Feštetić. Slottet har tillbyggts och utökats i flera omgångar och adelsätterna Zrinski och Althan har i synnerhet präglat dess utseende. Efter jordbävningen 1738 lät familjen Althan bygga om slottet i barockstil. Renoveringen stod klar 1743.

## Historik
På 1200-talet lät den ungerske greven Dimitrius Csáky, en dignitär vid kung Béla IV hov, uppföra ett torn på ungerska kallat namn Csáktornya (Csáks torn) på platsen för dagens slott. På 1300-talet uppfördes Međimurjes största försvarsverk omkring tornet. 
År 1546 förlänade den tysk-romerske kejsaren Ferdinand I Međimurje och fästningen till Kroatiens ban Nikola Šubić Zrinski för dennes insatser i försvaret av riket. Sedan Nikola Šubić Zrinski omkommit i slaget vid Szigetvár övertogs fästningen av en släkting som den 29 maj 1579 gjorde en viktig utfästelse: alla som bosatte sig i den stad som växte upp kring fästningen skulle få skatteprivilegier. Detta datum ses som staden Čakovecs grundande och firas årligen med en festival.   
Vid slottet finns en minnestavla för de kroatiska adelsmännen Fran Krsto Frankopan och Petar Zrinski. Det var nämligen härifrån de utgick den 16 april 1670 för ett ödesdigert möte med kejsaren Leopold I. Ett möte som skulle leda till avrättning för deras inblandning i Zrinski-Frankopankonspirationen. 